# الیور برگس
الیور برگس (انگلیسی: Oliver Burgess؛ زادهٔ ۱۲ اکتبر ۱۹۸۱) بازیکن فوتبال اهل بریتانیا است.
از باشگاه‌هایی که در آن بازی کرده‌است می‌توان به باشگاه فوتبال کویینز پارک رنجرز، باشگاه فوتبال سلو تاون، باشگاه فوتبال نانیتون تاون، باشگاه فوتبال کترینگ تاون، و باشگاه فوتبال نورث‌همپتون تاون اشاره کرد.